# Джермалл Чарло
Джермалл Чарло (англ. Jermall Charlo; 19 травня 1990, Ричмонд, Техас, США) — американський професійний боксер. Чемпіон світу за версією IBF (2015—2017) у першій середній вазі та WBC (2019—2024) у середній вазі.
Брат-близнюк американського боксера Джермелла Чарло.

## Професіональна кар'єра

### Завоювання першого чемпіонського титулу
12 вересня 2015 року Джермалл Чарло відібрав звання чемпіона світу за версією IBF у першій середній вазі у Корнеліуса Бандрейджа, нокаутувавши того у третьому раунді. До зупинки бою рефері Чарло встиг чотири рази звалити суперника на настил рингу.

### Чарло проти Троута
21 травня 2016 року в Лас-Вегасі у вечері боксу, у якому виступали провідні боксери першої середньої ваги — Ерісланді Лара, Ванес Мартіросян та Джермелл Чарло, Джермалл Чарло в напруженому поєдинку переміг одностайним рішенням колишнього чемпіона світу Остіна Троута.

### Чарло проти Вільямса
10 грудня 2016 року Джермалл Чарло провів захист титулу проти обов'язкового претендента непереможного співвітчизника Джуліана Вільямса і здобув перемогу нокаутом у п'ятому раунді. Вже у другому раунді Вільямс побував у нокдауні, а у п'ятому знов опинився на настилі рингу після пропущеного аперкоту. Після продовження бою Чарло легко добив супротивника.
На початку 2017 року Джермалл Чарло офіційно звільнив титул чемпіона світу за версією IBF у першій середній вазі і перейшов до середньої ваги.

### Чарло проти Хейланда
29 липня 2017 року відбувся відбірковий бій між Джермаллом Чарло і обов'язковим претендентом з 2015 року на титул чемпіона світу WBC у середній вазі аргентинцем Хорхе Себастьяном Хейландом. Переможець цього поєдинку мав стати обов'язковим суперником переможця об'єднавчого бою Сауль Альварес — Геннадій Головкін, що був запланований на вересень 2017 року.
У другому раунді поєдинку Хейланд втратив рівновагу і, отримавши удар Чарло, пошкодив ногу. А у четвертому раунді після тривалої атаки американця аргентинець знову впав, і його кут викинув рушник.

### Чарло проти Сентено
Через те, що перший бій Сауль Альварес — Геннадій Головкін завершився внічию і боксери готувалися до другого поєдинку у травні 2018 року, 21 квітня 2018 року Джермалл Чарло провів бій проти американця Г'юго Сентено за титул «тимчасового» чемпіона WBC у середній вазі і не дав тому жодного шансу на перемогу, нокаутувавши вже у другому раунді.

### Чарло проти Коробова
22 грудня 2018 року Джермалл Чарло проводив перший захист титулу «тимчасового» чемпіона WBC у середній вазі. Планувалося, що його суперником стане американець Віллі Монро, але той за неділю до бою провалив допінг-тест, і його терміново замінив росіянин Матвій Коробов. Коробов добре почав поєдинок, турбуючи чемпіона ударами зліва, але у другій половині бою підсів, чим скористався Чарло і здобув перемогу одностайним рішенням суддів.

### Отримання титулу чемпіона світу WBC
У червні 2019 року Всесвітня боксерська рада нагородила чемпіона світу WBC у середній вазі Сауля Альвареса новоствореним титулом «франчайзингового» чемпіона WBC. Рішення було прийнято у зв'язку з тим, що Джермалл Чарло уже більше року був «тимчасовим» чемпіоном WBC, обов'язковим претендентом Альваресу, і не міг отримати з Саулем бій. Одночасно із «підвищенням» Альвареса «підвищення» до звання повноцінного чемпіона отримав і Чарло.

### Чарло проти Дерев'янченко
26 вересня 2020 року Джермалл Чарло провів захист титулу проти українця Сергія Дерев'янченко. Він добився перемоги рішенням суддів, використовуючи свої габарити і швидкість. Обидва боксери нанесли велику кількість ударів, але американець був швидшим і точнішим. У третьому раунді чемпіон потряс претендента ударом справа, але Дерев'янченко встояв, і бій пройшов усю дистанцію.

### Позбавлення титулу
Після бою з Дерев'янченко за три роки провів лише два боя, у тому числі нетитульний з Хосе Бенавідесом у договірній вазі. Подейкували, що Чарло опинився в тривалій депресії, яка позначилася на його психічному стані. Йшлося і про зловживання алкоголем і, можливо, навіть наркотиками, і про насильство. Не зважаючи на тривалий простій, Світова боксерська рада не позбавляла Джермалла чемпіонського титулу. Але у травні 2024 року після того, як Чарло затримали за ДТП у нетверезому стані і йому висунули звинувачення за трьома порушеннями, WBC все ж позбавила його титулу.